# 史上最悪の学園生活
『史上最悪の学園生活』（しじょうさいあくのがくえんせいかつ、Middle School: The Worst Years of My Life）は、2016年のアメリカ合衆国のコメディ映画。グリフィン・グラック、ローレン・グレアム、ロブ・リグル、トーマス・バーバスカ、アンドリュー・デイリー、アダム・パリー、レタ出演。2011年に出版されたジェイムズ・パタースンの『ザ・ワースト中学生 人生で最悪の日々(Middle School: The Worst Years of My Life)』が原作である。
日本ではNetflixより2017年2月10日に配信開始された。

## ストーリー
現在、母親でシングルマザーのジュールズと妹のジョージア、そしてジョージアが可愛がっている犬のカルビンの1匹とともに暮らす、絵を描くのが好きで将来は漫画家になることを目指している想像力豊かな少年 レイフ・カッチャドリアンは、2年前に弟で一番の親友だったレオをガンにより亡くしてから荒れた生活を送り、入った学校を2校も退学処分にされたため今度の学校が最後の受け入れ先だといわれている。
レイフは在りし日のレオを想像しイマジナリーフレンドとして、彼と学校やジュールズの恋人で本性は最低なカールに対しての愚痴を語り合っていた。レイフは新しい転校先のヒルズ・ヴィレッジ中学校に到着するが、そこはB.L.A.A.R.と呼ばれる基礎学力評価テストに異常なほどこだわる独裁的な校長のケン・ドワイトが定めた多くの厳しい校則によって縛られており、そのために生徒の個性が失われ、彼らは窮屈な学校生活を強いられていた。レイフの担任となった英語教師のテラー先生はそんな校長に反抗心を抱き、遅刻したレイフに対しても優しく接してくれる姿に彼は好感を持つ。さらに彼は、生徒会の演説内容に共感したジーニー・ガレタとも仲良くなる。
だがドワイト校長が話しているときに校長を馬鹿にする絵を描いていたレイフは、その絵を見た生徒たちが好奇心で騒ぎ出して教頭に見つかり長年絵を描き続けたノートを取り上げられた上に、校長によって強酸の入ったバケツにノートを放り込まれて溶解処分されてしまう。怒りを抱いたレイフは校長に復讐するため、次の日からさまざまな方法で彼による校則を1つずつ破っていくことを計画する。

## キャスト
※括弧内は日本語吹替
- レイフ・カッチャドリアン - グリフィン・グラック（平野潤也）
- ジュールズ・カッチャドリアン - ローレン・グレアム（林真里花）
- カール“熊ちゃん” - ロブ・リグル（斉藤次郎）
- レオ・カッチャドリアン - トーマス・バーバスカ（千種春樹）
- ケン・ドワイト校長 - アンドリュー・デイリー（英語版）（江原正士）
- テラー先生 - アダム・パリー（英語版）（中尾一貴）
- アイダ・ストリッカー教頭 - レタ（英語版）（斉藤貴美子）
- ミラー - ジェイコブ・ホプキンス（英語版）（佐々木拓真）
- ジョージア・カッチャドリアン - アレクサ・ニセンソン（小橋里美）
- ジーニー・ガレタ - イザベラ・モナー（槙乃萌美）
- ガス 用務員 - エフレン・ラミレッツ（宮崎敦吉）
- ハイディ - イザベラ・アマラ（英語版）
- ディナ - ジェンマ・フォーブス（丸山有香）
- レストラン支配人 ジェームズ - ジェイムズ・A・パタースン

他にトム・ケニー、マイケル・ラパポート、ジェイコブ・バルガスがアニメ部分の声優として出演している。

## スタッフ
- 監督 - スティーヴ・カー
- 脚本 - クリス・ボウマン、ハベル・パーマー（英語版）、カラ・ホールデン
- 原作 - ジェイムズ・パタースン、クリス・テベッツ（英語版）
- 製作 - レオポルド・コウト（英語版）、ビル・ロビンソン
- 製作総指揮 - スティーヴ・ボーウェン、スーザン・カートソニス（英語版）、マイケル・フリン、ロバート・ケッセル、ジェイムズ・パタースン、ジェフリー・スコール
- 撮影監督 - ジュリオ・マカット（英語版）
- プロダクションデザイナー - ペリー・アンデリン・ブレイク
- 編集 - ウェンディ・グリーン・ブリックモント、クレイグ・ハーリング
- 音楽 - ジェフ・カルドーニ
- 衣裳デザイン - オリヴィア・マイルズ
- アニメーションディレクター - クリス・ソーヴェ（英語版）

日本語版スタッフ
- 字幕翻訳 - 伊藤幸子
- 吹替翻訳 - 峯間貴子
- 吹替演出 - 鍛治谷功
- 吹替製作 - JVCケンウッド・ビデオテック、Voice&Script International

## 製作
2015年8月4日、スティーヴ・カーはジェイムズ・パタースンによる2011年の小説『ザ・ワースト中学生 人生で最悪の日々』を原作として、クリス・ボウマンとハベル・パーマーがスクリプトを手がける映画を監督するとアナウンスした。グリフィン・グラックが、ヒルズ・ヴィレッジ・ミドルスクールの生徒で主役のレイフ・カッチャドリアンを演じる。レオポルド・コウトとビル・ロビンソンがプロデューサーなったことと、CBSフィルムズが配給を担当するライオンズゲートとともに海外セールスを取り扱うことが決まった。2015年11月12日、他の出演者とカラ・ホールデンが脚本に参加することや、パーティシパント・メディアとCBSフィルムズとともにジェイムズ・パタースン・エンターテインメントが共同出資することがアナウンスされた。
主要撮影は2015年11月21日にジョージア州アトランタで始まり、2016年1月19日に完了した。

## 公開
CBSフィルムズはライオンズゲートと提携し配給を行った。2016年10月7日に公開された。

### 興行収入
アメリカ合衆国とカナダでは初週に2822の劇場で800万から1000万ドルを稼ぐと見積もられていた。結果は最初の週は690万ドルを稼ぎ、7位となった。資金の850万ドルに対して劇場公開終了までの合計は2070万ドルとなり、並の成功を収めた。

### 批評家の反応
批評家からはさまざまな評価を受けた。Rotten Tomatoesでは37件のレビューがあり、批評家支持率は57%、平均点は10点満点中5.4点となっている。またMetacriticでは13件のレビューがあり、加重平均値は51/100で「混合または平均の評価」となった。CinemaScoreではA+からFの評価の内、観客から付けられた平均の評価はA-となっている。